# Exciplex
Ein Exciplex (von englisch excited complex, dt. »angeregter Komplex«) ist ein Aggregat aus zwei Atomen oder Molekülen, von denen eines angeregt ist.

## Grundlagen
Durch Absorption von Strahlung kann Materie (Atome, Moleküle) in einen angeregten Zustand überführt werden. Dieser hat im Normalfall eine sehr kurze Lebensdauer.
Bimolekulare chemische Interaktionen treten häufig bei einer Kollision der Elektronenwolken beider Partner auf. Während der räumlichen Überlappung der Wolken können Elektronen ausgetauscht werden. Dieser Vorgang kann beide Elektronen gleichzeitig betreffen: die Elektronen des Akzeptors und des Donors werden simultan ausgetauscht. Der Austausch kann aber auch schrittweise unter Bildung ionischer Radikale erfolgen (engl. charge transfer).
Wenn die beiden Stoßpartner – das angeregte Donormolekül und das Akzeptormolekül im Grundzustand – stark polarisiert sind, kann sich ein metastabiler Komplex zwischen beiden Molekülen im angeregten Zustand bilden. Wenn die beiden Partner ungleich sind, bezeichnet man den Komplex als Exciplex, wenn sie gleich sind, als Excimer (von engl. excited dimer).
Ist zwischen zwei Teilchen die Ausbildung einer chemischen Bindung möglich, so existiert ein Minimum der Energie in Abhängigkeit vom Ort: Das Minimum liegt beim sog. Gleichgewichtsabstand der beiden Teilchen, die miteinander verbunden sind.
Selbstverständlich existieren auch Systeme, in denen dies nicht möglich ist. So sind z. B. Heliumatome prinzipiell nicht in der Lage, chemische Bindungen zu anderen Atomen auszubilden, weil dadurch antibindende Molekülorbitale besetzt würden, die eine Bindung destabilisieren würden. Dies schließt aber nicht aus, dass derartige Systeme im angeregten Zustand trotzdem eine chemische Bindung eingehen können, die allerdings wieder bricht, wenn das Teilchen in den Grundzustand zurückfällt.

## Bedeutung
Ein Exciplex ist z. B. XeCl* im XeCl-Excimerlaser.
Der Grundzustand eines Exciplexes ist nicht existent, dadurch liegt im Excimerlaser automatisch eine Besetzungsinversion vor.
In der Photochemie spielen Exciplexe als Ausgangspunkte für bimolekulare Reaktionen eine wichtige Rolle.